# Jean Troillet
Jean Troillet (* 10. března 1948) je švýcarský horolezec. Kromě švýcarského má ještě kanadské občanství. V roce 1969 získal kvalifikaci na horského vůdce. Úspěšně vystoupil na deset osmitisícovek. Na všechny alpským stylem a bez použití umělého kyslíku. V roce 1986 vystoupil na nejvyšší horu světa Mount Everest. S Erhardem Loretanem vytvořili rychlostní rekord, když vystoupili ze základního tábora na vrchol a zpět za 43 hodin. Na Mount Everest se vrátil o jedenáct let později a podařilo se mu sjet z výšky 8400 metrů na snowboardu. V roce 2000 se spolu s Erhardem Loretanem neúspěšně pokoušeli vystoupit na vrchol Nanga Parbatu přes hřeben Mazeno. Roku 2009 vytvořil novou cestu k vrcholu Matterhornu. Kromě horolezectví patří k Troilletovým zálibám také lyžování a fotografování.

## Úspěšné výstupy na osmitisícovky
- 1985 K2 (8611 m)
- 1985 Dhaulágirí (8167 m)
- 1986 Everest (8849 m)
- 1990 Čo Oju (8201 m)
- 1990 Shisha Pangma (8013 m)
- 1991 Makalu (8463 m)
- 1994 Lhoce (8516 m)
- 1995 Kančendženga (8586 m)
- 2007 Gasherbrum I (8068 m)
- 2007 Gasherbrum II (8035 m)